# Sandro Lopopolo
Sandro Lopopolo est un boxeur italien né le 18 décembre 1939 à Milan (Lombardie) où il est mort le  26 avril 2014.

## Carrière
Médaillé d'argent aux Jeux olympiques de Rome en 1960 dans la catégorie poids légers, il passe professionnel l'année suivante et devient champion d'Italie des poids super-légers en 1963 et 1965 puis champion du monde WBA et WBC de la catégorie le 29 avril 1966 après sa victoire aux points contre Carlos Hernandez. Battu l'année suivante par Takeshi Fuji, il met un terme à sa carrière en 1973 sur un bilan de 59 victoires, 10 défaites et 7 matchs nuls.